# Heckenbach (Ahr)
Der Heckenbach ist ein fast 21⁄2 Kilometer langer Bach im rheinland-pfälzischen Landkreis Ahrweiler und ein südsüdwestlicher und rechter Zufluss der Ahr auf dem Gebiet der verbandsfreien Stadt Bad Neuenahr-Ahrweiler.

## Name
Das Gewässer mit der GKZ 2718952, das bei Walporzheim in die Ahr mündet, heißt Heckenbach, Geusbach oder auch Steinthalsbach. In jedem Fall heißt der durch das Heckental verlaufende, linke Quellbach Heckenbach. Der rechte Quellbach heißt Geusbach (manchmal auch Geisbach) oder Steinthalsbach. Er fließt westlich des Steinthalskopfs (418 m ü. NHN) durch das Geisbachtal nach Norden. Führt der gesamte Heckenbach die vorstehende GKZ wird der Geusbach als rechter Zufluss mit der GKZ 2718952-1 geführt. Wird das gesamte Gewässer als Steinthalsbach bezeichnet, gilt der Heckenbach als linker Zufluss und führt die GKZ 2718952-2. In der folgenden Beschreibung wird dem Kartendienst des Landschaftsinformationssystems der Naturschutzverwaltung Rheinland-Pfalz (LANIS-Karte) (Hinweise) gefolgt.

## Geographie

### Verlauf
Der Heckenbach entspringt auf einer Höhe von 328 m ü. NHN im Ahrweiler Wald im Landschaftsschutzgebiet Rhein-Ahr-Eifel und am östlichen Rand des Vogelschutzgebietes Ahrgbirge.
Der Bach fließt zunächst in fast nördlicher Richtung knapp einen halben Kilometer durch das Heckenbachtal und wendet sich dann nach Nordnordosten. Etwa 800 Meter bachabwärts fließt ihm in der Flur Am Furth bei einer Winzerkapelle westlich des 417,4 m ü. NHN hohen Steinentalskopfs der aus dem Geusbachtal im Südsüdwesten kommende und etwas längere Geusbach zu.
Er läuft dann weiterhin nordnordostwärts, zieht danach westlich an der 238,7 m ü. NHN Katzenley vorbei und mündet schließlich bei Walporzheim gegenüber der Bunten Kuh unterirdisch verdolt auf einer Höhe von 113 m ü. NHN  von rechts in die Ahr.
Der 2,5 km lange Lauf des Heckenbachs endet ungefähr 215 Höhenmeter unterhalb seiner Quelle, er hat somit ein mittleres Sohlgefälle von etwa 9 %.

### Zuflüsse
- Geusbach (rechts)

### Heckenbachtal
Das Heckenbachtal, auch kurz Heckental, welchem der Bach den Namen gab, erreicht eine Höhe von 450 Metern, die Schutzhütte „Oberes Heckental“ liegt auf 370 Metern. Die Heckenbachtalbrücke über die Ahr, die durch die Flut zerstört wurde, befindet sich am Ausgang des Heckenbachtals.